# Mennonite Central Committee

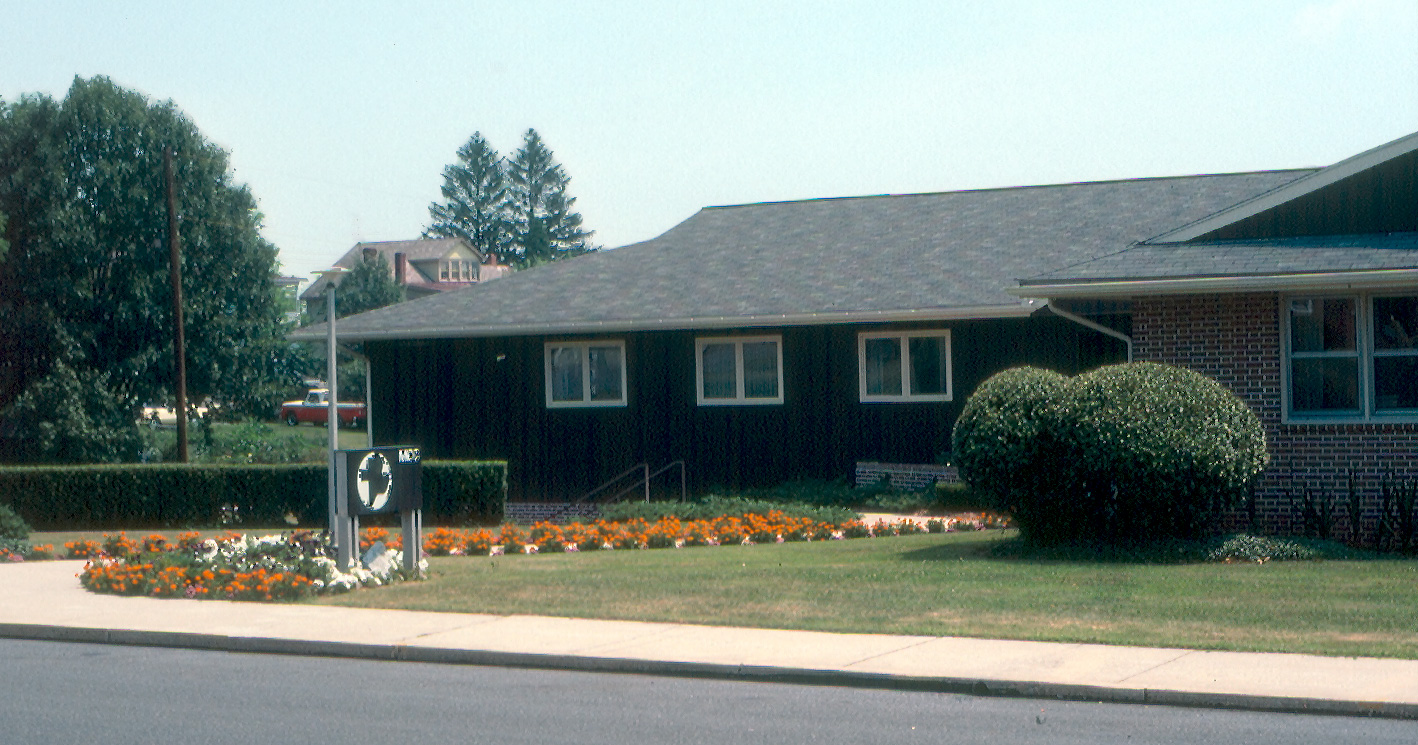
Büro des Mennonite Central Committee in Akron, Pennsylvania

Das Mennonite Central Committee (MCC) oder Mennonitische Zentralkomitee ist ein internationales Hilfswerk und eine weltweit aktive NGO-Friedensorganisation in der Trägerschaft von 15 überregionalen Verbänden der Mennoniten, der Mennonitischen Brüdergemeinden, der Amischen und der ebenfalls täuferischen Brethren in Christ in Nordamerika. Die zentralen Geschäftsstellen befinden sich in Akron (USA) und Winnipeg (Kanada). 

## Geschichte und Tätigkeitsbereich
Das Mennonite Central Committee besteht seit 1920. In den ersten Jahren wurden vor allem die in Russland und der Ukraine lebenden Mennoniten (Russlandmennoniten) mit Lebensmittelspenden und zum Teil auch mit Sachspenden unterstützt. Zudem half das MCC bei der Ansiedlung von aus Osteuropa geflohenen Mennoniten in Kanada. Nach dem Zweiten Weltkrieg engagierte sich die Organisation auch in Deutschland und anderen mitteleuropäischen Ländern, indem es unter anderem Aufbauprogramme für Vertriebene initiierte und Pakete mit Lebensmitteln, Kleidern und Medikamenten austeilte. Die Pakete des MCC waren an der Aufschrift In the name of Christ erkennbar. Die Organisation unterstützte auch das überkonfessionelle Hilfsprogramm CARE und später Eirene. Zwischen den Jahren 1945 und 1950 hatte das MCC so etwa 30,5 Mio. Pfund in direkte Hilfsprogramme investiert. Etwa 1.000 Freiwillige nahmen an den Hilfsaktionen teil.
Heute hat die Organisation ein weites Aufgabenspektrum. Neben konkreter Entwicklungshilfe initiierte sie auch Aktionen wie Jute statt Plastik, welches Bangladesch zu Hilfe kommen sollte. In Nordamerika baute die Organisation unter anderem Fachgeschäfte für den fairen Handel (Weltläden) unter dem Namen Ten Thousand Villages auf. Im Jahr 1976 gab das MCC erstmals das alternative Kochbuch More-With-Less heraus, das kurze Zeit später in Zusammenarbeit mit Brot für die Welt unter dem Namen Weniger ist mehr auch in deutscher Sprache erschien.
Im August 2010 wurde ein Mitarbeiter, der in einem Entwicklungshilfeprojekt der International Assistance Mission mitwirkte, in Afghanistan ermordet.